# Бехштедтштрас
Бехштедтштрас (нім. Bechstedtstraß) — громада в Німеччині, розташована в землі Тюрингія. Входить до складу району Ваймарер-Ланд. Складова частина об'єднання громад Грамметаль.
Площа — 5,73 км2. Населення становить Невірний параметр metadata 16 071 006 ос. (станом на 31 грудня 2021).

## Галерея

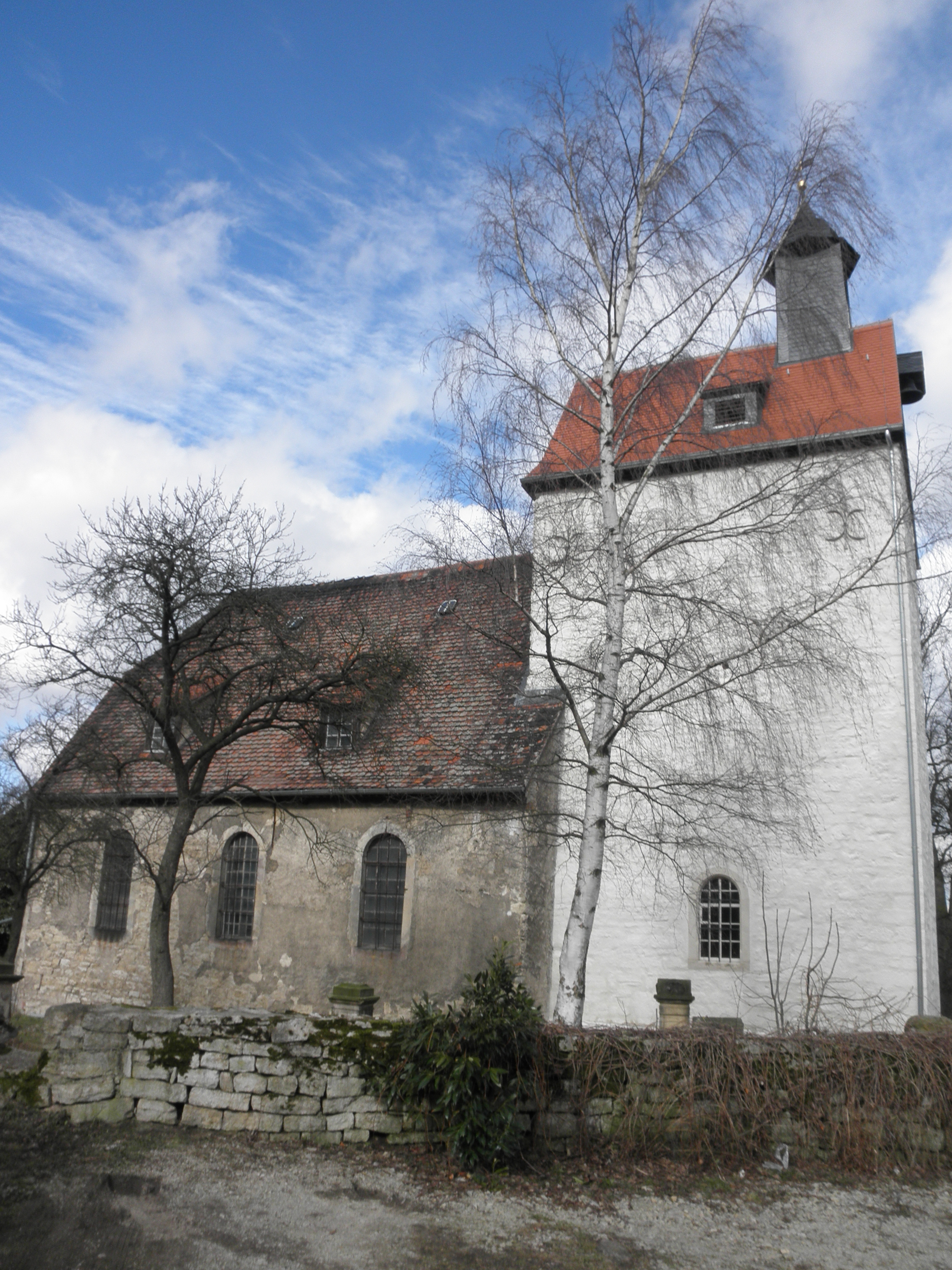
Церква Св. Боніфація
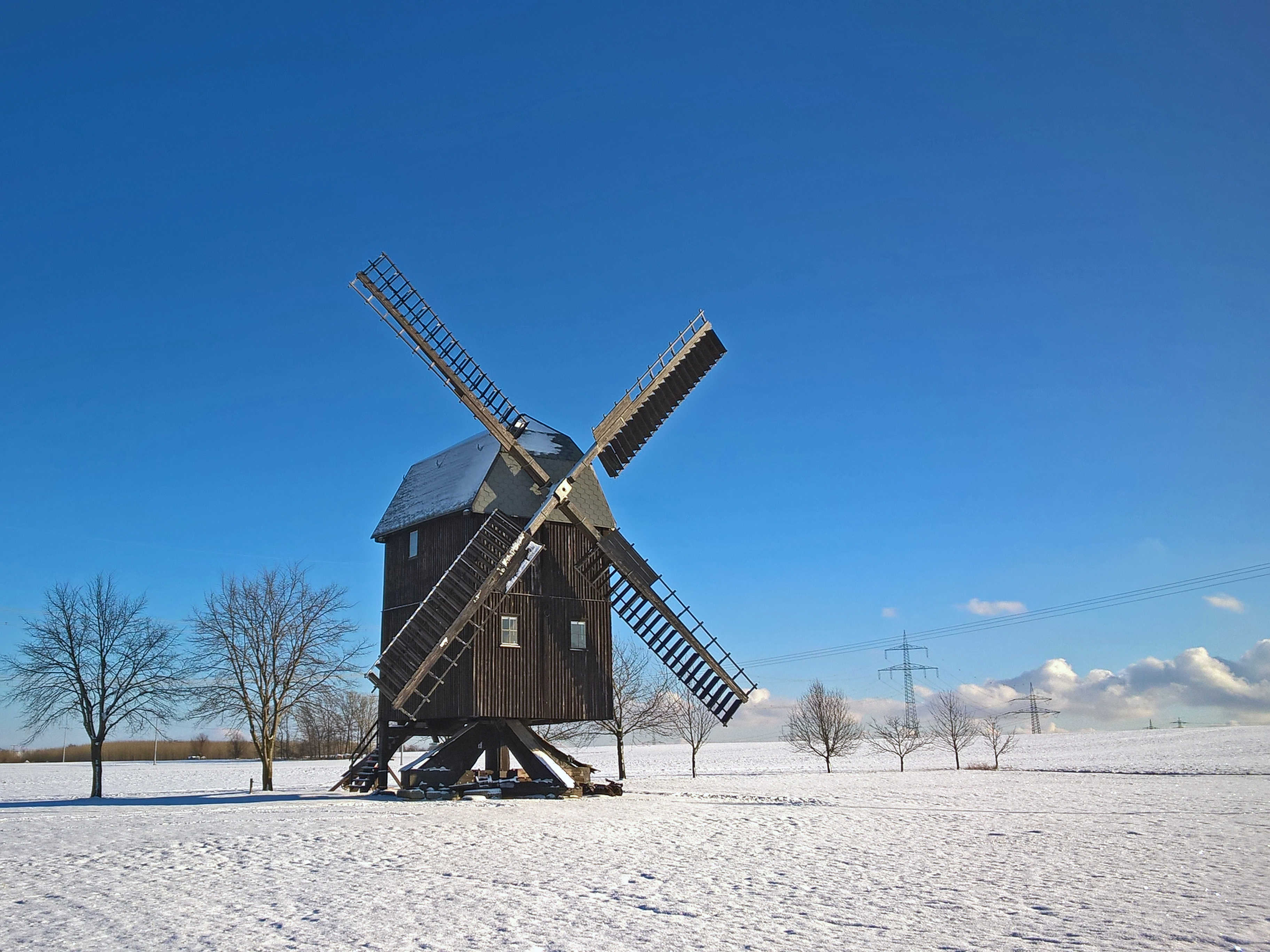
Вітряк